# 어울리지 않는 사람들
《어울리지 않는 사람들》(영어: The Misfits)은 1961년 개봉한 미국의 드라마 영화이다. 존 휴스턴이 감독을, 아서 밀러가 각본을 맡았다. 주연배우인 클라크 게이블과 마릴린 먼로의 생애 마지막 출연 작품이다. 개봉 당시에는 상업적으로 실패했으나 연기와 각본에 대해서는 전반적으로 호평을 받았으며, 현대에 와서 높게 재평가되는 작품이다.

## 출연

### 주연
- 클라크 게이블
- 마릴린 먼로
- 몽고메리 클리프트

### 조연
- 델마 리터
- 엘리 웰라치

## 기타
- 미술: 스티븐 B. 그림스, 윌리엄 뉴베리